# Elymnias kochi
Elymnias kochi är en fjärilsart som beskrevs av Semper 1886. Elymnias kochi ingår i släktet Elymnias och familjen praktfjärilar. Inga underarter finns listade i Catalogue of Life.